# Георгий Амастридский
Гео́ргий Амастридский (750/760, Кромна, Пафлагония, Византийская империя — 3 марта 802—811 года или 825 года, Амастрида, Пафлагония, Византийская империя) — христианский святой, святитель, праведник, монах, заступник, епископ (позднее архиепископ) Амастрида, византийского города на побережье анатолийской области Пафлагонии (ныне город Амасра, Турция).

## Житие
Родился в благочестивой и знатной семье, родители — Феодосий и Мигефо (в краткой греческой редакции Жития — Феодор и Мигефуса). Почти до старости они оставались бездетными, но по молитвам у них родился сын, перед его рождением происходили многочисленные знамения, предрекавшие имя младенца, его будущее священство и святость. В возрасте трех лет мальчик упал в огонь, играя, и, хотя его сразу вытащили, обе руки и одна нога на всю жизнь остались изувечены шрамами. В юности Георгий отличался способностями к церковным и светским наукам. Когда он достиг совершеннолетия, его взял на воспитание дядя, имевший сан архиерея. По прошествии некоторого времени Георгий тайком ушел в Сирию, где подвизался в пещере на вершине Агриосирикийской горы. Вскоре он принял постриг от некоего старца, который и в дальнейшем руководил его жизнью. После смерти наставника Георгий ушел в монастырь Вонисса. В житии говорится, что Βωνύσσα — местное название обители. В актах VII Вселенского Собора упоминается игумен монастыря со схожим названием: Βονισσῶν (Mansi. T. 13. P. 156), встречается похожее название и в других греческих источниках. Но маловероятно, что это была обитель Воница в Акарнании (Западная Греция), как предполагается в «Синаксаристе» Никодима Святогорца (Νικόδημος. Συναξαριστής. Τ. 3. Σ. 299—300).

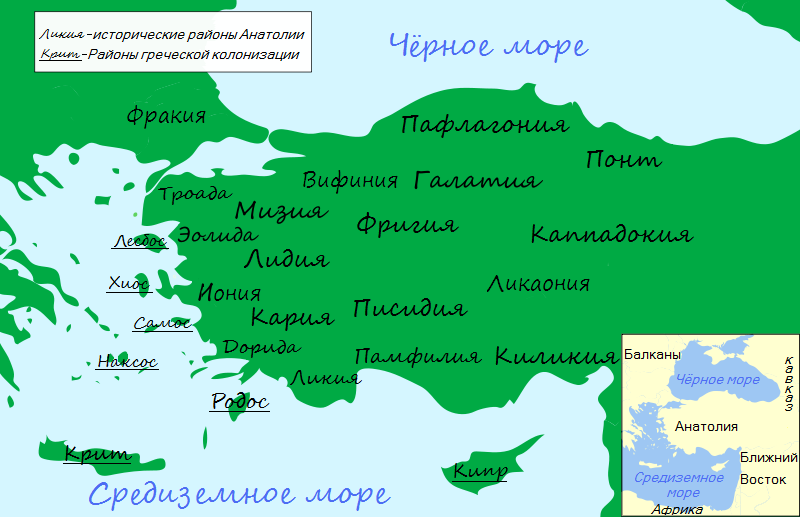
Пафлагония на карте исторических областей Турции

Вскоре молва о суровой постнической жизни Георгия широко распространилась, достигнув и его родины. Георгий был избран на кафедру города Амастриды, вероятно, после кончины (около 790) епископа Григория, чья подпись стоит в актах VII Вселенского Собора (Mansi. T. 13. P. 336). В. Г. Васильевский предполагал, что он являлся дядей Георгия, хотя в тексте жития это не отмечено (Васильевский. Т. 3. С. LVII-LVIII). Послы из Амастриды, выслушав отказ Георгия стать их епископом, насильно увезли его из обители. Несмотря на то, что император прочил другого кандидата на Амастридскую кафедру, Георгий был рукоположён во епископа патриархом Константинопольским свт. Тарасием, который неожиданно узнал в нём юношу, много лет назад отказавшегося принять от него плату за пение псалмов, объяснив это тем, что получит лучшую награду в вечной жизни. В Константинополе Георгий снискал расположение императора Константина VI и его матери Ирины.
Георгий добился для кафедры автокефалии от Гангрской митрополии, что подтверждают и официальные списки кафедр Константинопольского Патриархата (Darrouzès. Notitiae. N 2). Во время нашествия арабов, опустошавших окрестности, Георгий призвал всех, пострадавших от набегов врага, укрыться за стенами Амастриды, сам же безоружный с молитвой обошел городские стены, избавив город от разорения. Другие источники не упоминают Амастриду в числе городов, пострадавших от арабского завоевания, однако существуют достоверные сведения о присутствии арабов на южных и восточных границах Пафлагонии. Своим заступничеством Георгий спас амастридских купцов, схваченных и осужденных на смерть в городе Трапезунде (ныне город Трабзон, Турция) якобы за нарушение таможенных правил. Их отчаянные молитвы чудесным образом были услышаны Георгием, и он тотчас отправился в Трапезунд. Однако местный воевода (στρατάρχης) наотрез отказался отпустить купцов, и тогда его супруга была поражена слепотой. Когда воевода раскаялся и передал Георгию узников, женщина прозрела.
В Амастриде под покровительством Георгия провел 4 года свт. Иоанн Готский, вынужденный бежать от хазар. Георгий также возглавлял торжественную процессию по отправлению мощей свт. Иоанна в Тавриду, к месту погребения.
Георгий опекал обездоленных, занимался украшением храмов, особенно заботясь о благочинии алтаря.
Георгий мирно скончался в правление императора Никифора I (802—811), которому святой предсказал императорскую власть, когда тот ещё был придворным чиновником. В житии подчеркивается благочестие Никифора и его равнодушие к власти, сообщается также, что император, сняв порфиру, тайно облачался в одежду Георгия, считая, что так он поспособствует укреплению царства.
В тексте необычным образом приведена дата кончины Георгия: «за 2 дня до 10-го числа месяца дистра», из-за чего, по мнению В. Г. Васильевского, произошли расхождения в установлении дня памяти святителя. Вероятно, греческий составитель минейного сборника, в котором содержался оригинал рукописи, посчитал, что месяц сиро-македонского календаря дистр, соответствуюет не марту, а февралю, откуда и появилась дата 8 февраля. Скорее всего дистр считали февралем и те, кто позднее поместил память Георгия под 21 числом. Для объяснения этого решения Васильевский предлагал читать не τῇ πρὸ δύο τῆς δεκάτης, а τῇ πρώτῃ πρὸς δύο δεκάδας, то есть в первый день после 2 декад. В примечаниях к «Житиям святых» свт. Димитрия Ростовского (ЖСв. Февр. С. 366) днем кончины Георгия названо 3 марта.
Георгий известен и чудесами, происходившими после его кончины. Когда наводнение, вызванное сильным ливнем, поднялась до того, что вода в храме достигла гроба святителя, водный поток отступил, образовав вокруг гроба подобие стен.
Основной научный интерес к Житию Георгия вызван упоминанием народа русь в рассказе об одном из посмертных чудес святителя:

То, что следует далее, и ещё более удивительно. Было нашествие варваров, руси [βαρβάρων τῶν ῾Ρῶς], народа, как все знают, в высшей степени дикого и грубого, не носящего в себе никаких следов человеколюбия. Зверские нравами, бесчеловечные делами, обнаруживая свою кровожадность уже одним своим видом, ни в чём другом, что свойственно людям, не находя такого удовольствия, как в смертоубийстве, они — этот губительный на деле и по имени народ, — начав разорение от Пропонтиды и посетив прочее побережье, достигли, наконец, и до отечества святого, посекая нещадно всякий пол и всякий возраст, не жалея старцев, не оставляя без внимания младенцев, но противу всех одинаково вооружая смертоубийственную руку и спеша везде пронести гибель, сколько на это у них было силы. Храмы ниспровергаются, святыни оскверняются: на месте их нечестивые алтари, беззаконные возлияния и жертвы, то древнее таврическое избиение иностранцев, у них сохраняющее силу. Убийство девиц, мужей и жен; и не было никого помогающего, никого готового противостоять. Лугам, источникам, деревьям воздается поклонение. Верховный промысл допускает это, может быть, для того, чтобы умножилось беззаконие, что, как мы знаем из Писания, много раз испытал Израиль.
Пастырь добрый не был налицо телом, а духом был с Богом и, в непостижимых судах его читая, как посвященный, лицом к лицу, медлил заступлением и откладывал помощь. Но наконец он не возмог презреть, и вот он и здесь чудодействует не меньше, чем в других случаях. Когда варвары вошли в храм и увидели гробницу, они вообразили, что тут сокровище, как и действительно это было сокровище. Устремившись, чтобы раскопать оное, они вдруг почувствовали себя расслабленными в руках, расслабленными в ногах и, связанные невидимыми узами, оставаясь совершенно неподвижными, жалкими, будучи полны удивления и страха и ничего другого не имея силы сделать, как только издавать звуки голоса.
(Васильевский. Т. 3. С. 64).

Таким образом, в церкви Амастриды русь попыталась вскрыть гроб свт. Георгия в поисках сокровищ, но этого сделать не удалось, у воинов отнялись руки и ноги.
Узнав у одного из пленных горожан, что воинов поразил гнев христианского Бога, предводитель приказал отпустить всех христиан и вернуть в храмы церковные ценности, и это спасло воинов.
Георгию приписывается авторство нескольких канонов: на происхождение честных древ Креста (1 августа), святителям Парфению Лампсакийскому (7 февраля), Порфирию Газскому (26 февраля), критским мученикам (23 декабря), прп. Пелагии (8 октября), мч. Артемону (13 апреля).

## Почитание
Житие сообщает о высоком почитании святого Георгия как простолюдинами, так и знатью и даже императорской семьёй.

### Память
День памяти: 21 февраля (5 марта) в високосный год, 21 февраля (6 марта) в невисокосные годы; визант. 8 февраля. В греческих календарях также 25 октября.

## Источниковедение и историография жития
Житие Георгия сохранилось в единственной рукописи X века, которая представляет собой часть греческой Минеи на февраль. Житие помещено под 8 февраля. Рукопись поступила в Королевскую библиотеку Парижа в составе собрания кардинала Николо Ридольфи, племянника папы Льва X (1475—1521). В греческих служебных минеях и синаксарях память Георгия находится под 21 февраля, там же помещена краткая редакция Жития.
На начальном этапе исследования текста в середине XIX века выдвигалось предположение, что в житиях Георгия и святителя Стефана, архиепископа Сурожского, идёт речь об одном и том же событии, однако современные исследователи отвергают эту гипотезу.
Первый издатель русского перевода текста (1893) академик Василий Васильевский считал, опираясь на стиль изложения, что автором памятника был известный агиограф Игнатий Диакон. Исходя из этого, он датировал набег между 820 и 842 годами, то есть 2-м иконоборческим периодом. Учёные, придерживающиеся этой точки зрения, отмечают стилистическую близость жития к другим произведениям Игнатия и органичность пассажа о росах в тексте. Текст жития рассматривается не в виде отдельных фраз, находящих аналогии в других памятниках, а исследуется в сопоставлении с традицией византийской агиографии того времени. Кроме стилистической близости жития с сочинениями Игнатия, историки усматривают ещё один характерный признак эпохи — молчание об иконах. Иконоборческий период продолжался до смерти императора Феофила в 842 году, что определяет верхнюю границу написания Жития.
Другие исследователи предполагают историю о нашествии русов в «Житие святого Георгия Амастридского» позднейшей вставкой, призванной описать чудо от гроба святого Георгия. В описании набега указывается, что варвары начали разорение от Пропонтиды, то есть из мест около Константинополя, а эти события относятся к набегу руси 860 года. Исследователи отмечают, что фрагмент о росах содержит фразеологическое и идейное сходство с проповедями патриарха Фотия в 860-м году.
Александр Васильев, а также византинисты школы А. Грегуара и другие исследователи, считали рассказ о нашествии руси на Амастриду позднейшей интерполяцией; это событие они связывали с походом руси на Константинополь в 860 году, о котором говорится в 2 гомилиях патриарха Константинопольского святителя Фотия, или с походом на Византию в 941 году князя Игоря.
Точку зрения Васильевского разделяли российские учёные.
В 1979 году А. Маркопулос изложил аргументы в пользу того, что росский эпизод жития является поздней вставкой «в стиле Фотия».
В 1977 и 1982 годах Игорь Шевченко опубликовал развёрнутое опровержение доводов сторонников поздней датировки набега, в частности, аргументов Маркопулоса. Шевченко считал, что существует стилистическая близость жития, в том числе и пассажа о нашествии руси, к другим сочинениям Игнатия Диакона, и назвал ряд признаков, по которым текст можно отнести к памятникам иконоборческой эпохи. Если последнее предположение верно, то упоминание этнонима «русь» (῾Ρῶς) в Житии Георгия является древнейшим во всех известных греческих источниках.
В 1997 году Сирил Манго в источниковедческом обзоре трудов Игнатия Диакона подверг сомнению доводы Шевченко, доказывающие принадлежность жития авторству Игнатия Диакона и иконоборческой эпохе, указывая, что Игнатий Диакон едва ли проявлял интерес к столь малоизвестной личности, как Георгий Амастридский, почитание которого не выходило за пределы окрестностей самой Амастриды. Кроме того, он указывает, что соединение иконоборческих и иконофильских пассажей в тексте жития спокойно может быть объяснено тем, что автор имел задачу составить жизнеописание деятеля, жившего в период торжества иконоборчества и принадлежавшего к этому течению (по мнению Шевченко и Сирила Манго, Георгий Амастридский принадлежал к иконоборческому течению), но сохранявшего симпатии к иконопочитанию. Кроме того, во введении к житию автор говорит, что не имеет опыта в агиографических трудах, тогда как Игнатий написал Житие Никифора ещё около 830 года.
Константин Цукерман относит нападение к началу 830-х годов; посольство же русов в Константинополь в 838 году, известное из Бертинских анналов, интерпретирует как последующий мирный договор. Воспроизведённая в этом источнике дипломатическая переписка императоров Феофила и Людовика Благочестивого свидетельствует о стремлении византийского императора оградить делегацию «росов» от каких-либо опасностей и обеспечить её успешное возвращение на родину. Столь заботливое отношение византийцев трактуется Цукерманом как их желание сохранить мир с варварами, представляющими серьёзную военную опасность империи.